# Ann Shulgin
Ann Shulgin (ur. 22 marca 1931, zm. 9 lipca 2022) – żona Alexandra Shulgina, która brała udział w jego badaniach nad tryptaminami i fenyloetyloaminami. Razem z mężem napisali dwie książki – PiHKAL (Phenetylamines I Have Known and Loved: A Chemical Story of Love) i TiHKAL (Tryptamines I Have Known and Loved: The Continuation).